# Cyanoramphus zealandicus
Il parrocchetto frontenera (Cyanoramphus zealandicus) è un uccello estinto della famiglia degli Psittaculidi.
Era endemico di Tahiti, un'isola del Pacifico. Secondo Latham (1790) gli abitanti dell'isola lo chiamavano semplicemente ’ā'ā («pappagallo»), ma White (1887) sostiene che il nome giusto fosse «aa-maha».
Venne scoperto durante il primo viaggio di James Cook, nel 1768, durante il quale si pensa siano stati raccolti tre esemplari, due ora conservati a Liverpool e uno nel Walter Rothschild Zoological Museum di Tring. Due di questi - uno di quelli di Liverpool e quello di Tring - potrebbero anche essere stati catturati nel corso del secondo viaggio di Cook, nel 1773, ma il tipo nomenclaturale venne raffigurato con ogni certezza da Sydney Parkinson, morto nel 1771. Un altro esemplare, raccolto da Amadis nel 1842, si trova al museo di Perpignano. L'ultimo esemplare noto fu catturato nel 1844 dal Tenente des Marolles ed è attualmente conservato al Muséum national d'Histoire naturelle di Parigi.

## Estinzione
Come l'altra specie estinta di Cyanoramphus, il parrocchetto di Raiatea, anche il parrocchetto frontenera viveva nelle foreste, ma da quanto è scritto nelle testimonianze di Georg Forster, risalenti al 1773, era in grado di sopravvivere in gran numero anche in aree fittamente disboscate e tollerava la presenza dei piccoli ratti kiore e dei maiali, che indubbiamente si nutrivano all'occasione delle sue uova. I nativi di Tahiti, che consideravano le penne dei pappagalli rossi le migliori tra tutte le altre, tanto da farne arrivare dalle Samoa, non ritenevano una buona preda i parrocchetti frontenera, le cui penne rosse erano scarse e di pessima qualità. Tuttavia, li allevavano ugualmente come animali domestici. Dopo l'introduzione dei gatti e dei ratti europei, però, il parrocchetto frontenera soccombette rapidamente a questi predatori.